# لايف ليك
لايف ليك (بالإنجليزية: LiveLeak)‏ كان موقعًا بريطانيًا لمشاركة الفيديو، ومقره في لندن. تم إنشاء الموقع في 31 أكتوبر 2006، جزئيًا بواسطة الفريق الذي كان وراء موقع الصدمة أوغريش الذي تم إغلاقه في نفس اليوم. كان لايف ليك يهدف إلى استضافة لقطات حقيقية للسياسة، الحرب، والعديد من الأحداث العالمية الأخرى بحرية وتشجيع وتعزيز ثقافة صحافة المواطن. هايدن هيويت من مانشستر هو العضو العام الوحيد في الفريق التأسيسي للايف ليك.
تم إغلاق الموقع في 5 مايو 2021. يقوم موقع الويب حاليًا بإعادة التوجيه إلى موقع آيتم فيكس، وهو موقع آخر لمشاركة الفيديو.